# 蓝花楹
藍花楹（学名：Jacaranda mimosifolia）是紫葳科藍花楹屬的植物。分布在阿根廷、玻利維亞、巴西 、澳大利亞。目前已人工引種栽培到廣西、海南、廣東、雲南、福建等地。

## 外观

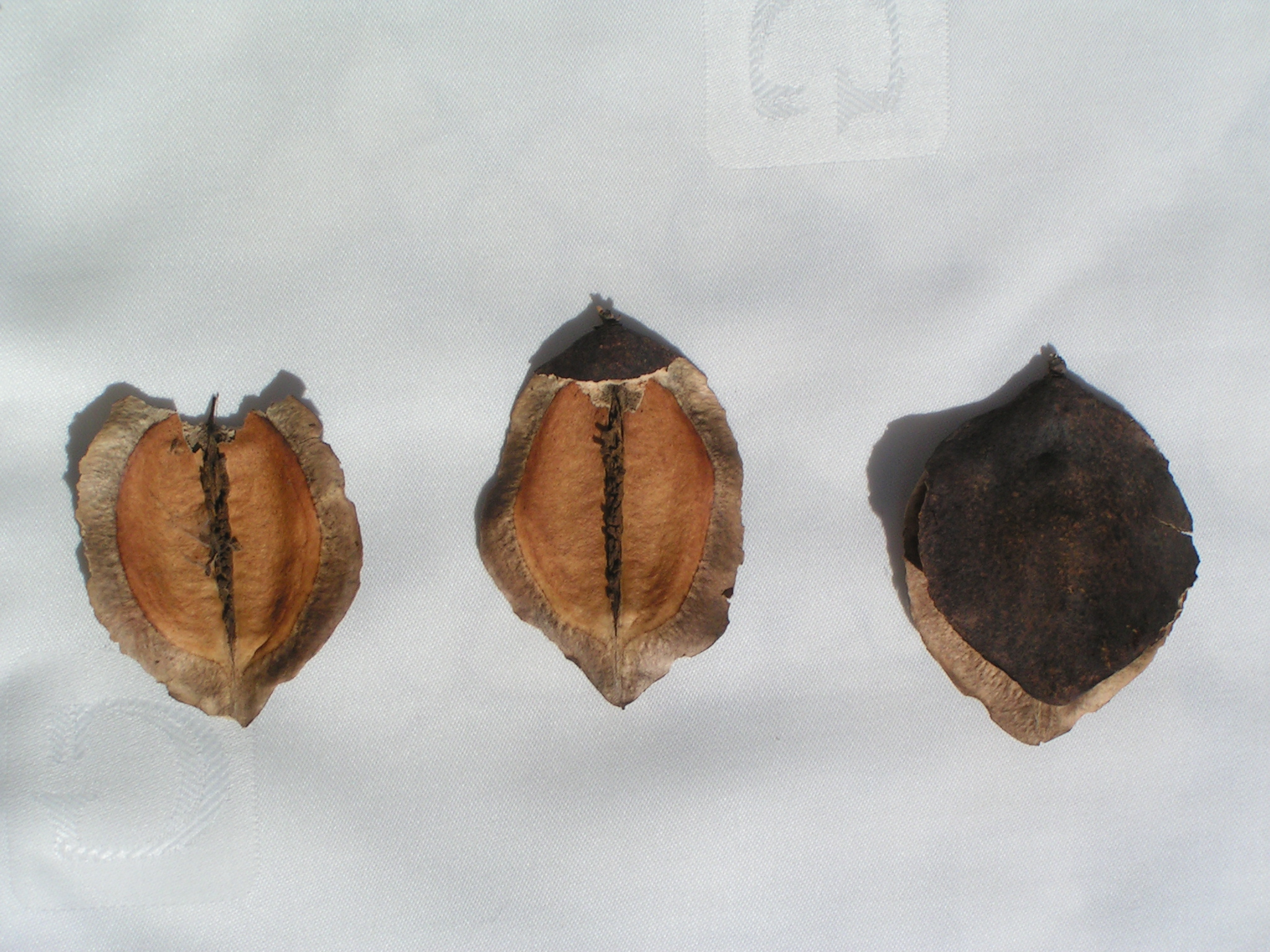
蓝花楹种子

蓝花楹树可长至5至15米高。树皮薄，灰褐色。幼时树皮光滑，成年后呈细小鳞状。树枝细长曲折，呈浅红棕色。春至初夏开花，花期两个月，花为钟形，呈蓝色。花5厘米长，并结成约30厘米长的穗。开花后结种子荚，直径约5厘米，内含许多黑色扁平带翼的小种子。

### 木材
蓝花楹木呈灰白色，有直纹理，较软，无树结。易干，常在未干时用于旋木和雕碗。

## 现代文化
- 南非行政首都比勒陀利亚有“蓝花楹之城”（英语：Jacaranda City、南非语：Jakarandastad）的美誉，因为每当春天来临，城中众多的蓝花楹开花使整个城市都变成蓝色。“蓝花楹之城”这个称谓常出现在南非语歌曲中。
- 在澳大利亚有一首关于蓝花楹的圣诞歌曲，Christmas where gum trees grow。因为在蓝花楹开花的夏天正是澳大利亚的圣诞节——就像这首歌中所唱，"when the bloom of the Jacaranda tree is here, Christmas time is near...（当蓝花楹盛开的时候，圣诞节就要到了）"[3]。
- 在阿根廷，作家亞歷杭德羅·多利納（英语：Alejandro Dolina）在他的 Crónicas del Ángel Gris一书中叙述了一个关于一棵巨大的jacarandá树的传说。这棵树地处于布宜诺斯艾利斯的 Plaza Flores （Flores Square，弗洛雷斯广场），它可以按要求吹出探戈舞曲。作家与音乐家María Elena Walsh将她的一首名为"Canción del Jacarandá"的歌献给了这棵树。
- 英国歌手史蒂夫·蒂爾斯頓（英语：Steve Tilston）在他的歌曲 "Jacaranda"中赞美了这种他在澳大利亚遇到的美丽的树。(此歌为他在2008年发行的专辑Ziggurat中的第11首)。

## 图片

蓝花楹树叶，摄于印度海德拉巴。
花朵，摄于海德拉巴。
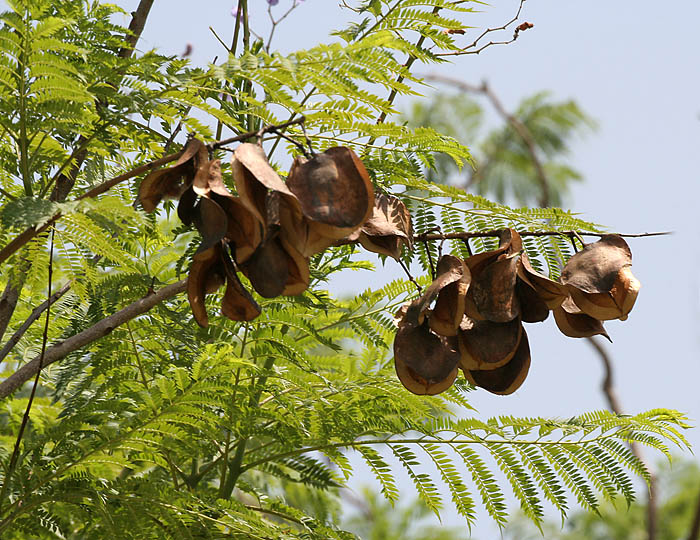
果实，摄于海德拉巴。
树干，摄于海德拉巴。
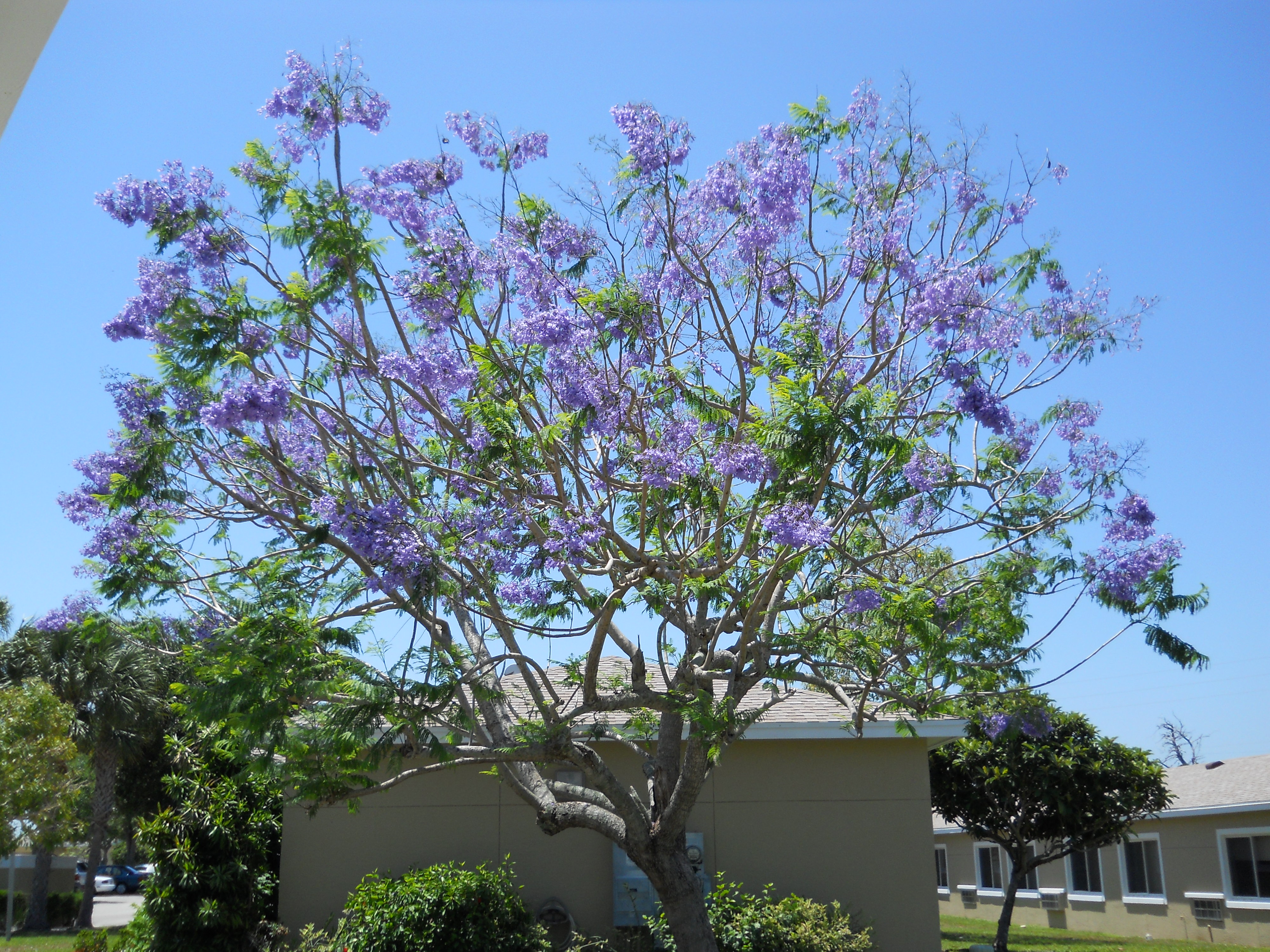
摄于佛罗里达。
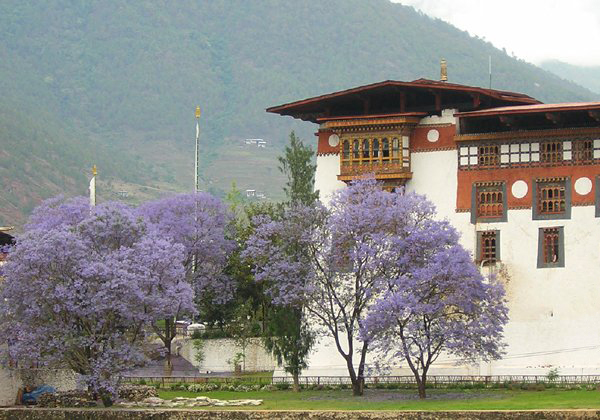
不丹的蓝花楹树。
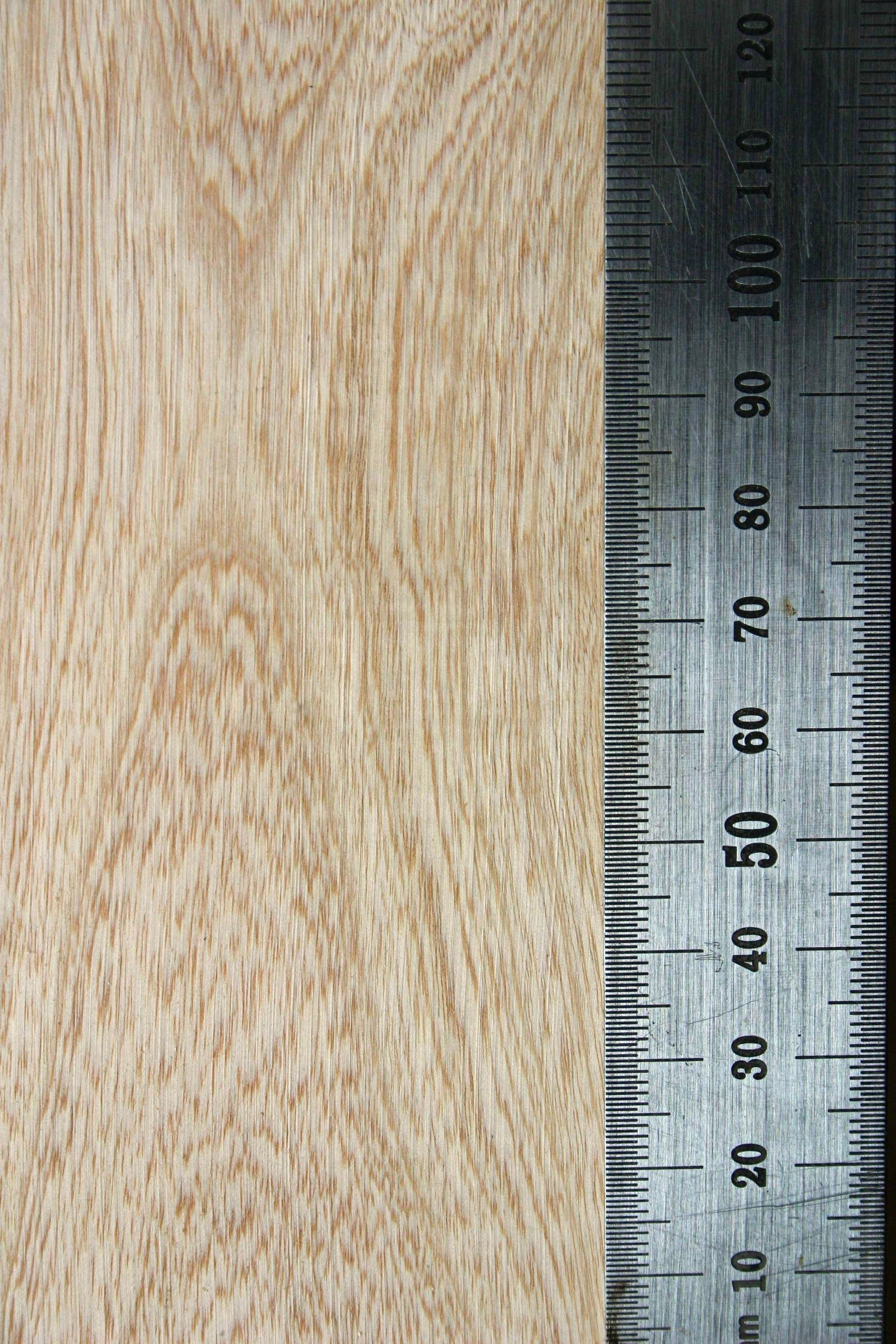
蓝花楹木材。
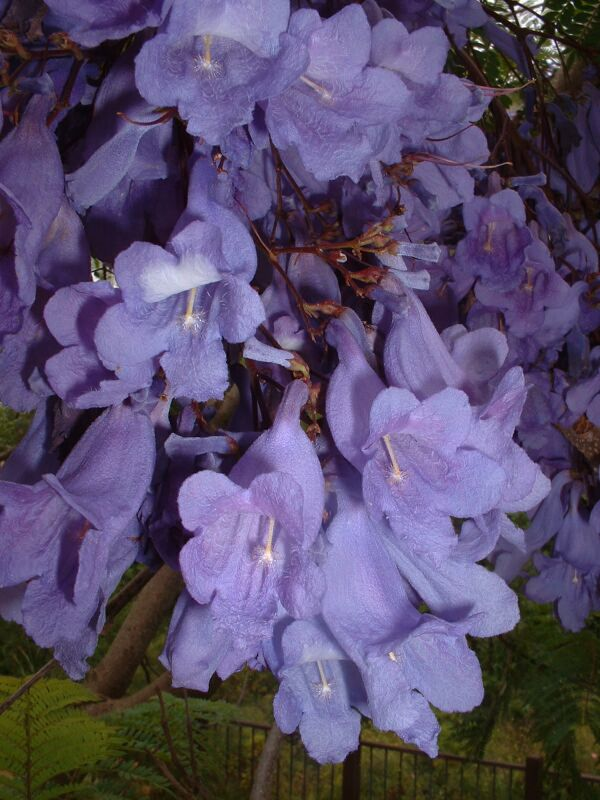
蓝花楹的花。